# Néa Jonía
Néa Ionía (görögül: Νέα Ιωνία) Athén északi külvárosa, Görögországban, az Attika régióban. Nevét Ióniáról kapta. Sok görög az 1920-as években vándorolt ide az anatóliai félszigetről.
Néa Ionía vasútállomása az ISAP. 
Kifissia Néa Ioníától délnyugatra, a Kifissia-körút és a Maraton-körút keletre fekszik.

## A népesség alakulása
| Év   | Népesség |
| ---- | -------- |
| 1981 | 59 202   |
| 1991 | 60 635   |
| 2001 | 66 017   |
| 2011 | 67 134   |

## Külső hivatkozások
- Néa Ionía város hivatalos weblapja